# Leilani Reklai
Leilani Reklai (nascuda el 27 de desembre de 1966) és una política i empresària palauana. Ha exercit com a presidenta del consell d'administració de la Corporació Nacional de Comunicacions del Palau.
Leilani Reklai va ser elegida provisionalment com a governador de l'estat d'Aimeliik a les eleccions estatals del 13 de novembre de 2007. Els resultats van mostrar que Reklai va guanyar la seva oponent (i la seva cosina), Abina Etpison, amb només 35 vots. Reklai va obtenir 218 vots mentre que Etpison, legisladora de Palau, va tenir 183 vots.
Leilani Reklai es va convertir en la primera dona governadora d'Aimeliik i la tercera dona governadora de la història de Palau. Les altres dues dones governants de Palau van ser la governadora Vicky Kanai (de l'estat d'Airai) i la governadora Akiko Sugiyama (de Ngardmau).